# Råtsi
Råtsi (code Rsi) is een plaatsaanduiding binnen de Zweedse gemeente Kiruna in de provincie Norrbottens län. De plaats bestaat uit een kruising van twee spoorlijnen, die vooral dienen voor het transport van ertsen. De eerste spoorlijn staat bekend onder de naam Ertsspoorlijn; de andere lijn is een aftakking naar de mijnen van Svappavaara. Het heeft geen inwoners.